# Mochlus mocquardi
Mochlus mocquardi (вертлявий сцинк Мокарда) — вид сцинкоподібних ящірок родини сцинкових (Scincidae). Мешкає в Субсахарській Африці. Вид названий на честь французького герпетолога Франсуа Мокарда.

## Поширення і екологія
Вертляві сцинки Мокарда мешкають в Нігерії, на південному заході Нігеру і на півдні Чаду, за деякими свідченнями також в Судані. Вони живуть в сухих саванах, де зустрічаються у прохолодних, тінистих, відносно вологих місцях — зазвичай в тіні великих дерев поблизу водойм, під камінням і серед опалого листя.